# 舞鶴高1女子殺害事件
舞鶴高1女子殺害事件（まいづる こういちじょしさつがいじけん）とは、2008年（平成20年）5月に京都府舞鶴市で発生した殺人事件。舞鶴事件とも呼ばれる。

## 概要

### 事件概要
2008年（平成20年）5月6日、高校1年の女子高生が午後10時以降に自宅を出た後、翌5月7日午前0時50分頃友人に「国道沿いのドラッグストア付近にいる」と携帯電話で話し、その直後に東京に住む兄にメールを送信したのを最後に行方が途絶えた。同日午前9時頃に女子高生が家に帰らないため、女子高生の家族が捜索願を出す。翌5月8日午前8時45分頃に雑木林で女子高生は遺体として発見された。死因は窒息死で死亡時刻は5月7日未明とされる。バールのようなもので女子高生の顔や頭など数回殴って殺害した上、遺体に土や枯れ葉をかけて隠していた。
発生当初の5月、捜査機関は交友関係を調べれば犯人に結びつくとして、犯人特定に楽観的な見方もあったが、捜査は難航する。女子高生に周辺とのトラブルは無く、事件の直前に掛けていた携帯電話の通話やメールからも犯人には結びつかなかった。
一方で、5月7日未明に女子高生と黒い服を着て自転車を押す男性が一緒に現場に向かう府道を歩いているのが複数の防犯カメラの記録に残っていた。聞き込みを続けた結果、8月に現場近くに住む男性が容疑者として浮上。この男は5月6日夜から7日未明に市内の飲食店二店を自転車で訪れ、帰途のコースと時間帯が女子高生が通過したものと重なり、男性は防犯カメラに映った「自転車の男」と体格で同一人物とみて矛盾しないとの鑑定結果も出て、さらに男性は当日は黒い服を着ていたことも判明した。

### 容疑者の人物と逮捕
11月15日、無職の男性Nは7～8月に女性下着1枚と賽銭約2000円を盗んだ窃盗罪で逮捕される。11月26日、窃盗罪で家宅捜索が行われた後起訴。11月27日、5月に発生した殺人罪と死体遺棄罪容疑で捜索令状を元に2回目の家宅捜索を行おうとした。しかし、男性の弁護人が捜索令状の取り消しを求める準抗告を申し立てたため、延期。その後、準抗告が棄却されて2回目の家宅捜索が入ったが、1日遅れで家宅捜索が始まり、弁護人が記録用のビデオカメラで撮影しながら捜索に立ち会うという状態になった（弁護人のビデオ撮影は府警からの申し入れで途中で中止になったが、立会いは最終日まで続けられた）。家宅捜索は12月4日まで6日間続き、約2000点が押収された。
2009年（平成21年）2月26日、Nは窃盗罪で懲役1年が確定し京都刑務所にて服役。2009年（平成21年）4月7日、Nは殺人事件による殺人罪と死体遺棄罪で逮捕。身柄を山科警察署に移されて取り調べを受け、4月29日、殺人罪と強制わいせつ致死罪で起訴。同日京都拘置所に移送された。5月21日から始まる裁判員裁判を目前にしての起訴であった。
Nは殺人事件直後に事件の日に着ていた黒い服を捨てていたり、所有する複数の自転車の色が事件直後に塗り替えられて、また凶器と見られるバールを数年前から持っていたが事件直後に無くなるなど数々の不可解な点があり、捜査機関はこれらのことを証拠隠滅のためだったという見方をしている。また36年前の1973年9月に男性（この時25歳）は内縁の妻との別れ話から内縁妻とその兄を殺害した後に住人の女性2人を人質に立て篭もった事件で懲役16年の有罪判決を受け、1991年9月に路上で女性を強制わいせつしようとした強制わいせつ罪や傷害罪で懲役5年の有罪判決を受けた経歴が明らかになった。

### 裁判
2010年（平成22年）12月21日、23回の公判前整理手続を経た上で、初公判が京都地裁（笹野明義裁判長）で開かれた。状況証拠の積み重ねだけで、直接の物証がない事件としても注目が集まった。
10回にわたる公判で以下のことが主な争点となった。
- 事件直前、Nと被害者が一緒にいたとする目撃者2人の証言は信用できるか否か
- 事件直前、防犯カメラに映っていた、自転車を押しながら被害者と一緒に歩く男はNか否か
- 被疑者が聴取において他人真犯人説主張の際に行ったとされる被害者遺留品の特徴の供述は、事件当時に現場にいたことを示す「秘密の暴露」か警察の誘導か

3月18日に検察側は死刑を求刑、弁護側は無罪を主張した。
2011年（平成23年）5月18日、京都地裁は防犯カメラの画像の検察側の画像鑑定は「単なる印象に基づくものが多い」として証拠能力を否定したが、目撃証言や防犯カメラから死亡直前の被害者と一緒にいたことを認定し、未公表の被害者遺留品の供述に捜査上の問題はないとして証拠能力を認めて有罪としたが、偶発的な犯罪であることから死刑を回避して無期懲役判決とした。弁護側は判決を不服として大阪高裁に即日控訴した。
2012年（平成24年）12月12日、大阪高裁（川合昌幸裁判長）は京都地裁の無期懲役判決を破棄し、逆転無罪の判決を言い渡した。2014年（平成26年）7月10日、最高裁判所は検察側の上告を棄却し、これにより二審の無罪判決が確定した。

## 元被告人のその後
Nは舞鶴の事件で無罪が確定した僅か約4ヶ月後の2014年11月5日に大阪市北区で知人女性を刺したとして殺人未遂で現行犯逮捕された。Nは2013年8月に窃盗事件で有罪判決を受け2014年9月末に出所していた。
2016年2月24日、大阪地方裁判所（長瀬敬昭裁判長）で行われた裁判員裁判で検察側は「Nが女性に好意を抱き、キスを迫ったら抵抗されたため刺した」「全身の傷があることから殺意があった」と主張、Nと弁護側は「自分を守るためにナイフを取り上げたら刺さってしまった。わいせつ目的もない」「元雇用主だった女性と賃金の未払いで口論になり、女性から襲ってきたので正当防衛」などとして無罪を主張した。
同年2月29日、検察側は懲役25年を求刑した。
同年3月14日、大阪地裁はNに対して殺人未遂や強制わいせつ致傷などで懲役16年の判決を下した。
検察側弁護側共に同月18日までに控訴せず地裁判決が確定、大阪刑務所に服役していたが2016年7月11日、大阪医療刑務所で病死した。67歳没。同年4月から体調を崩し治療を受けていた。
事件についてはNが大阪拘置所に拘置中、同じく拘置中の男性に自分が殺したと告白していたと男性は取材で語っている。

## 関連事件
- 2007年6月から2008年6月にかけて、京都府の元教諭の男が、この事件を引き合いに出して脅す形で6人の女子高生に性的暴行を加える事件が発生した。2009年9月8日、京都地方裁判所舞鶴支部は、被告に懲役12年の判決を言い渡した[1]。
- この事件が発生する7年前の2001年11月5日に18歳の女子生徒が行方不明となり、11月17日に近くの川原で首を刃物で傷つけられた遺体で見つかった舞鶴高3女子殺害事件が起こり、未解決事件となっている。

## 類似裁判
- 平野母子殺害事件 - 2002年に発生した、同じく状況証拠のみで争われた裁判。
- 鹿児島高齢夫婦殺害事件 - 2009年に発生した、同じく状況証拠のみで争われた裁判。